# Kodeks 0260
Kodeks 0260 (Gregory-Aland no. 0260) – grecko-koptyjski kodeks uncjalny Nowego Testamentu na pergaminie, datowany metodą paleograficzną na VI wiek. Rękopis jest przechowywany w Berlinie. Tekst rękopisu jest wykorzystywany we współczesnych wydaniach greckiego Nowego Testamentu. 

## Opis
Zachował się fragment 1 pergaminowej karty rękopisu, z greckim tekstem Ewangelii Jana (1,30-32) i koptyjskim Jana 1,16-18. Karta ma rozmiar 21 na 17 cm. Tekst jest pisany dwoma kolumnami na stronę, 16 linijek tekstu na stronę. Tekst koptyjski jest w dialekcie fajumskim. 

## Tekst
Tekst rękopisu reprezentuje mieszaną tradycję tekstualną. Kurt Aland zaklasyfikował tekst rękopisu do kategorii III. 

## Historia
INTF datuje rękopis 0260 na VI wiek . 
Tekst rękopisu opublikował Kurt Treu w 1966 roku. 
Na listę greckich rękopisów Nowego Testamentu wciągnął go Kurt Aland, oznaczając go przy pomocy siglum 0260. Został uwzględniony w II wydaniu Kurzgefasste. Rękopis jest wykorzystywany w krytycznych wydaniach greckiego Nowego Testamentu (NA26, NA27, UBS4). 
Rękopis jest przechowywany w Staatliche Museen zu Berlin (P. 5542) w Berlinie . 